# Ducado de Frías
El ducado de Frías es un título nobiliario español con grandeza de España inmemorial concedido por los Reyes Católicos el 20 de marzo de 1492 a Bernardino Fernández de Velasco y Mendoza (1462-1515), III conde de Haro, II condestable de Castilla, virrey y capitán general del Reino de Granada, hijo del condestable Pedro Fernández de Velasco, II conde de Haro, y de Mencía de Mendoza y Figueroa.
Su denominación hace referencia a la ciudad de Frías, otorgada por el rey Juan II de Castilla al condestable Pedro Fernández de Velasco, II conde de Haro, en 1435. Fue de los primeros veinticinco títulos en recibir la grandeza de España creada por el emperador y rey Carlos I en 1520, representando en calidad de parientes mayores a la poderosa Casa de Velasco, uno de los linajes nobiliarios más influyentes de la Edad Media y moderna en el Reino de Castilla, detentores del dominio señorial prevalente en las actuales provincias de Soria, Burgos, Palencia, La Rioja, Zamora, Álava y el oriente de Cantabria.
Su influencia se redujo notablemente a partir del siglo XVIII con la supresión del condestablado de Castilla por parte del rey Felipe V en 1713. En 1776 el ducado y mayorazgo pasó a la Casa de Pacheco-Téllez Girón, preservándose el apellido Velasco por agnación fingida por parte de la descendencia XIII duque Diego, VIII titular del ducado de Uceda. Su actual titular es Francisco de Borja de Soto y Moreno-Santa María, XIX duque de Frías.

## Lista de duques de Frías

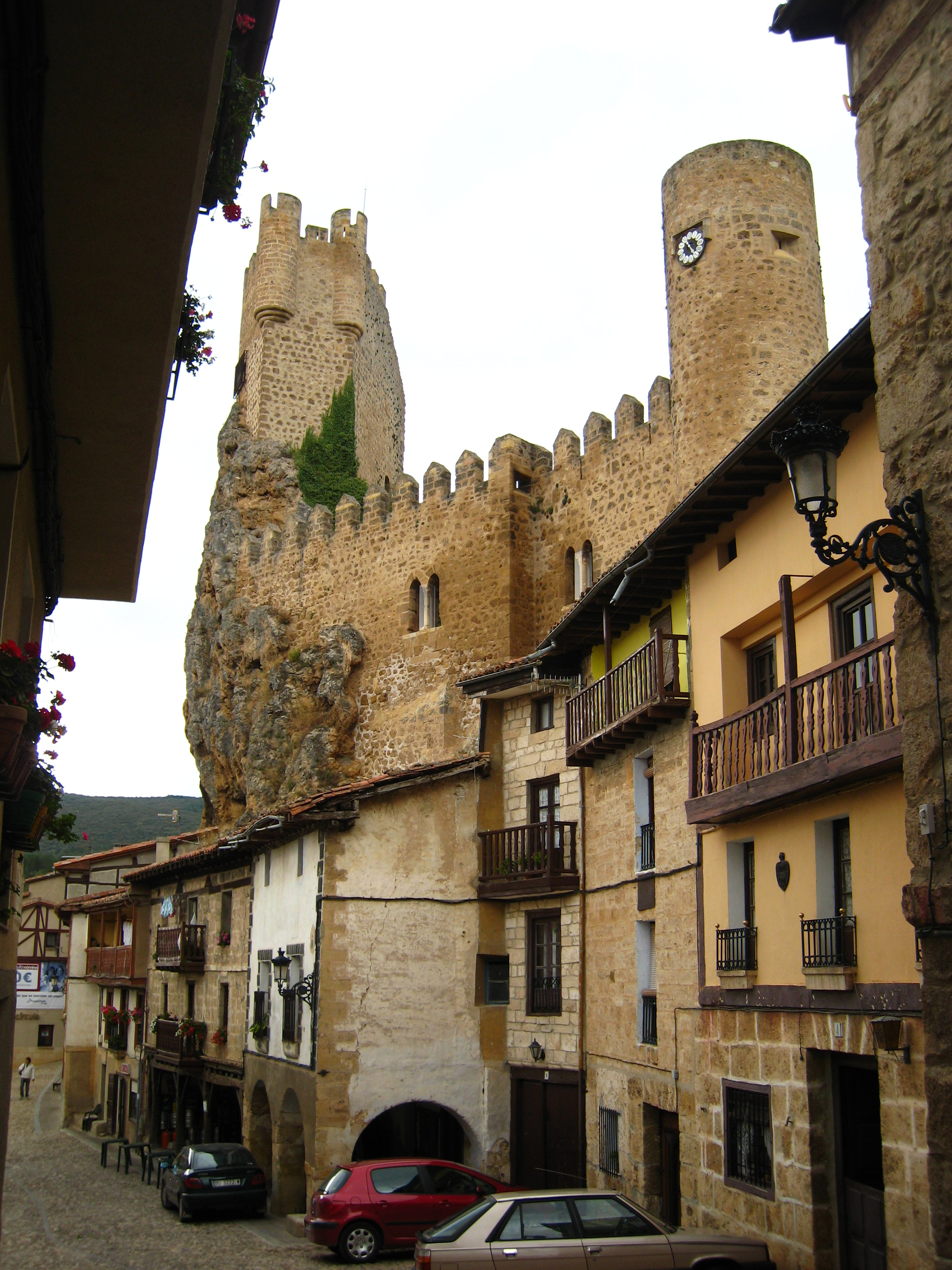
Castillo de Frías

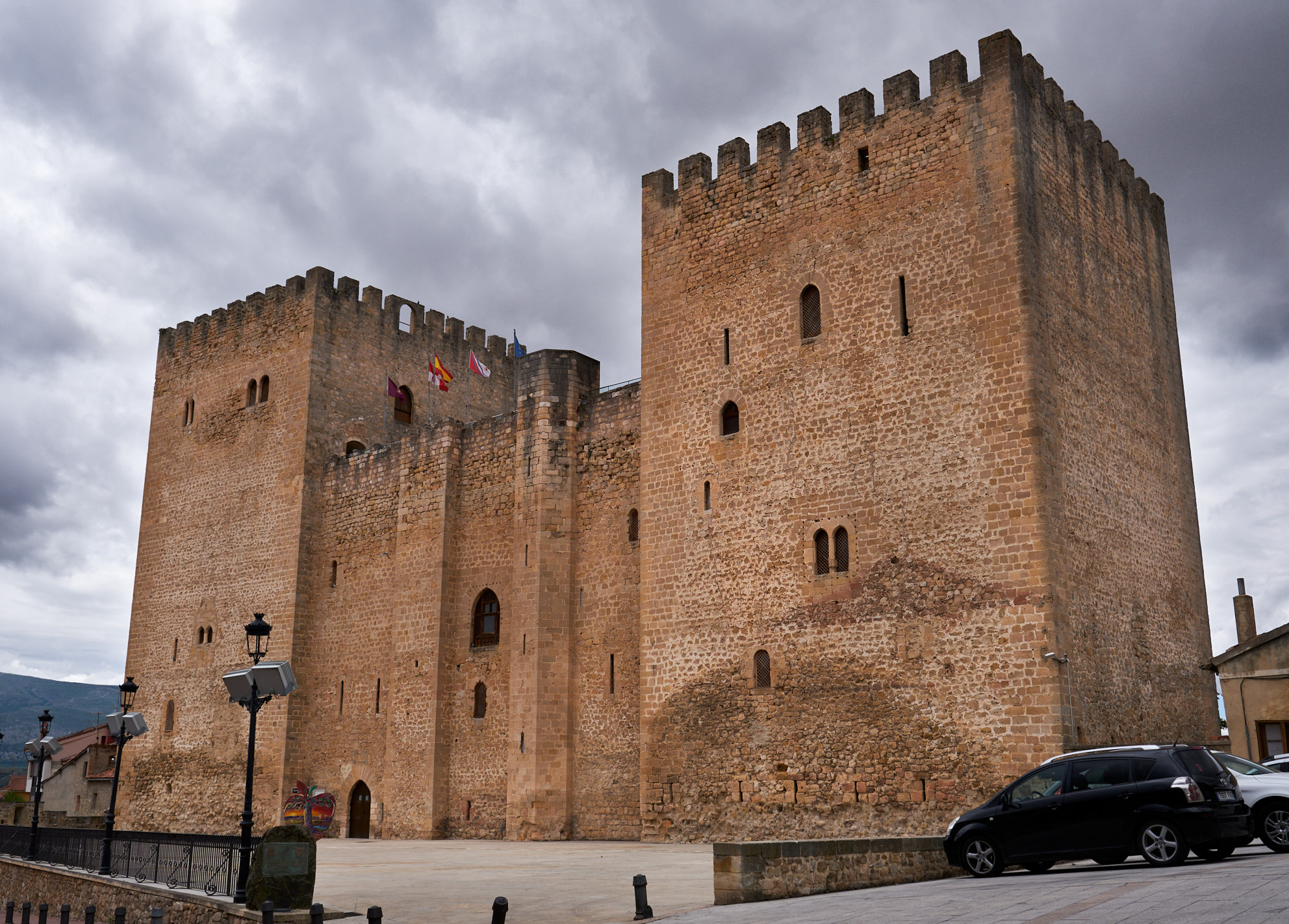
Alcázar de los Velasco en Medina de Pomar

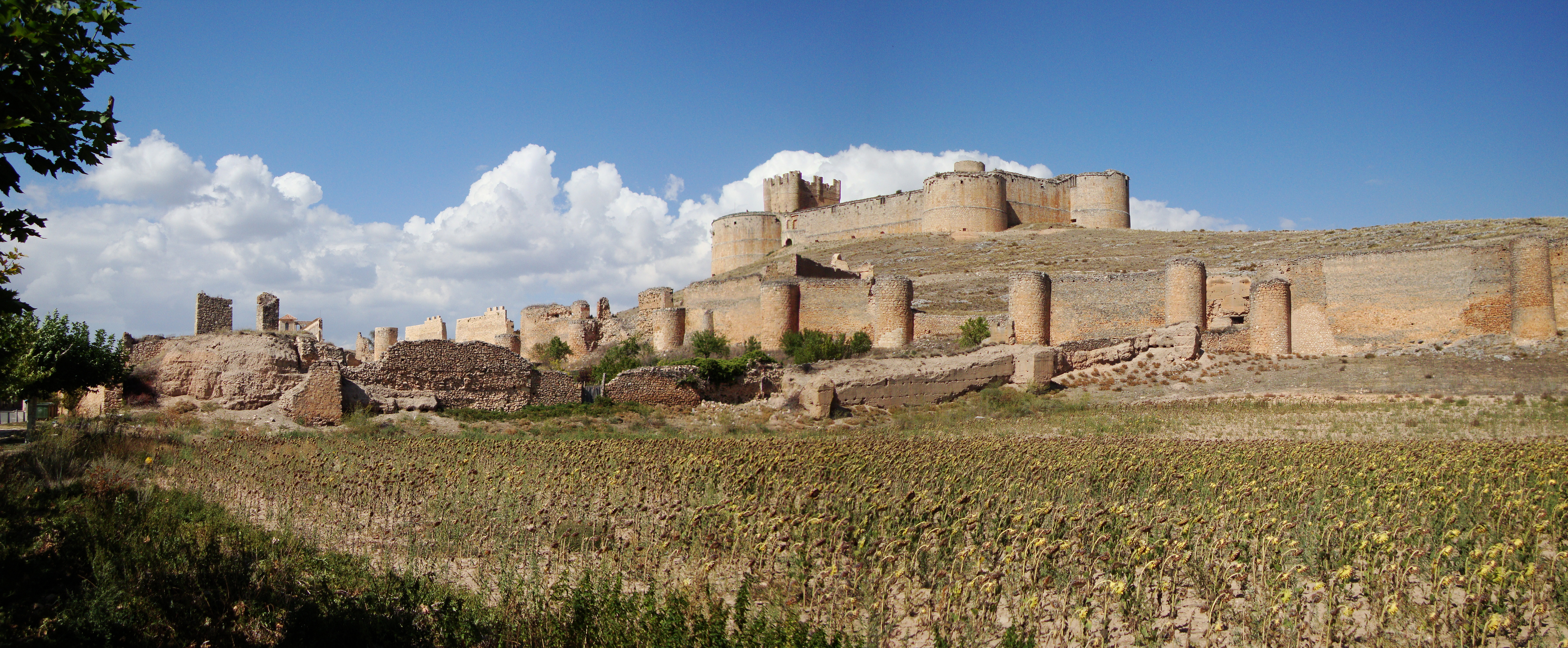
Castillo de Berlanga del Duero

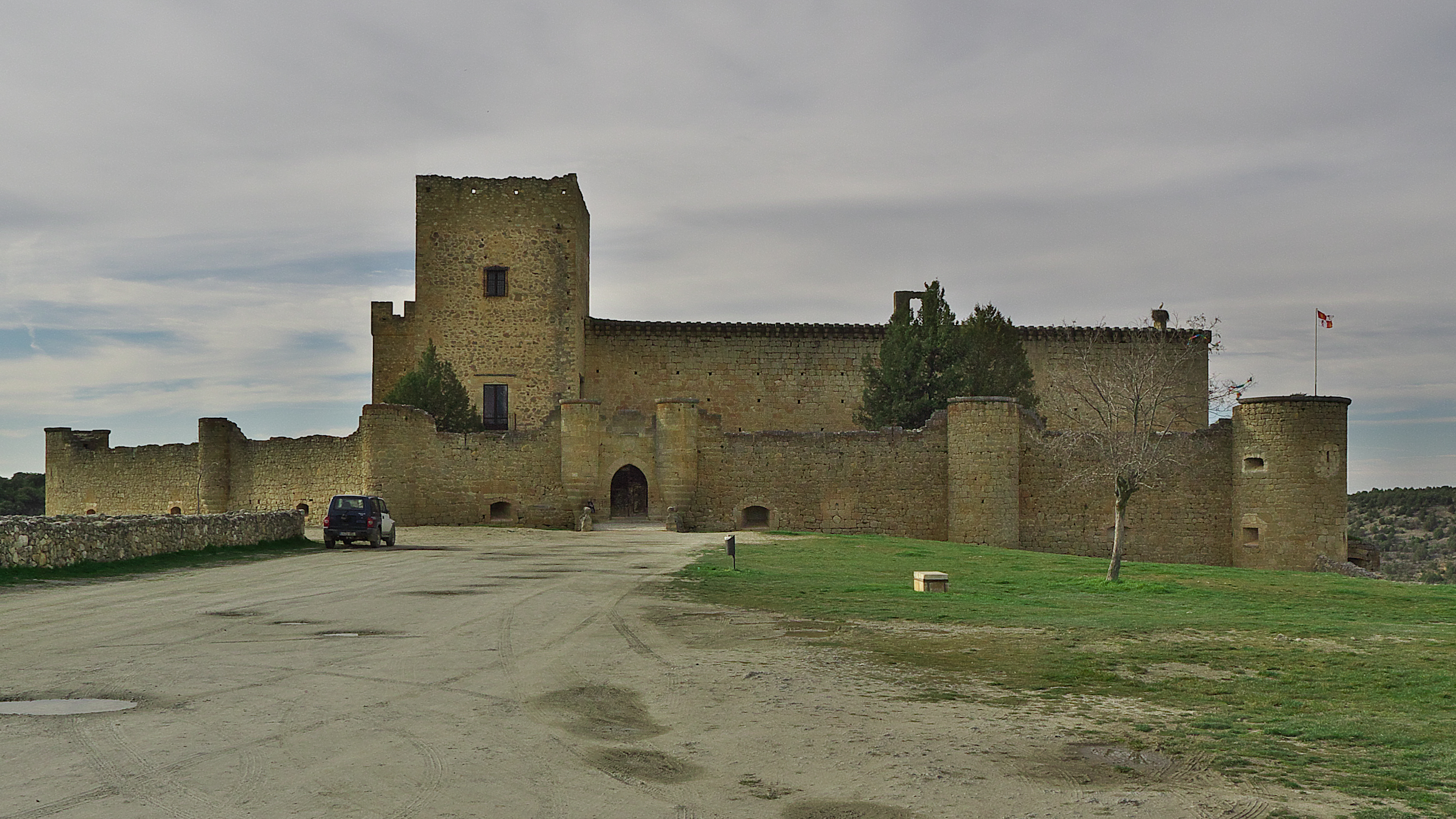
Castillo de Pedraza (Segovia)

|                                  | Titular                                            | Periodo                          |
| Creación por los Reyes Católicos | Creación por los Reyes Católicos                   | Creación por los Reyes Católicos |
| -------------------------------- | -------------------------------------------------- | -------------------------------- |
| I                                | Bernardino Fernández de Velasco y Mendoza          | 1492-1512                        |
| II                               | Íñigo Fernández de Velasco y Mendoza               | 1512-1528                        |
| III                              | Pedro Fernández de Velasco y Tovar                 | 1528-1559                        |
| IV                               | Iñigo Fernández de Velasco y Tovar                 | 1559-1585                        |
| V                                | Juan Fernández de Velasco y Tovar                  | 1585-1613                        |
| VI                               | Bernardino Fernández de Velasco y Tovar            | 1613-1652                        |
| VII                              | Íñigo Melchor Fernández de Velasco y Tovar         | 1652-1696                        |
| VIII                             | José Manuel Fernández de Velasco y Tovar           | 1696-1713                        |
| IX                               | Bernardino Fernández de Velasco y Tovar            | 1713-1727                        |
| X                                | Agustín Fernández de Velasco y Bracamonte          | 1727-1741                        |
| XI                               | Bernardino Fernández de Velasco                    | 1742-1771                        |
| XII                              | Martín Fernández de Velasco                        | 1771-1776                        |
| XIII                             | Diego Fernández de Velasco                         | 1776-1811                        |
| XIV                              | Bernardino Fernández de Velasco                    | 1811-1851                        |
| XV                               | José María Bernardino Fernández de Velasco y Jaspe | 1852-1888                        |
| XVI                              | Bernardino Fernández de Velasco y Balfe            | 1890-1916                        |
| XVII                             | Guillermo Fernández de Velasco y Balfe             | 1919-1936                        |
| XVIII                            | José Fernández de Velasco y Sforza                 | 1937/1951-1986                   |
| XIX                              | Francisco de Borja Soto y Moreno-Santa María       | 1999-hoy                         |

## Historia de los duques de Frías
- Bernardino Fernández de Velasco y Mendoza (1454-9 de febrero de 1512), I duque de Frías,[3] III conde de Haro, VII condestable de Castilla.[4] Hijo de Pedro Fernández de Velasco, II conde de Haro y condestable de Castilla por concesión de Enrique IV en 1473, y de Mencía de Mendoza y Figueroa,[4] hija del I marqués de Santillana. Sus padres crearon la capilla del Condestable en la catedral de Burgos, donde están sus mausoleos labrados en mármol. También erigieron para su morada el célebre Casa del Cordón (Burgos) con los escudos de los Velasco y de los Mendoza-Figueroa.

Casó en primeras nupcias en 1472 con Blanca de Herrera y  Portugal, IV señora de Pedraza y Cigales, hija de García González de Herrera, III señor de Pedraza y mariscal de Castilla, y de María Niño de Portugal. De este matrimonio nació Ana de Velasco y Herrera, quien casó con Alonso Pimentel y Pacheco, V conde de Benavente. Contrajo segundo matrimonio en 1500 con Juana de Aragón (m. 1510), hija natural del rey Fernando el Católico con Juana de Nicolau, siendo padres de Juliana Ángela de Velasco y Aragón (1509), I condesa de Castilnovo, casada con su primo hermano Pedro Fernández de Velasco y Tovar, III duque de Frías. Además, tuvo un hijo natural con Inés Enríquez de Sagredo, quien legitimó en su testamento llamado Bernardino de Velasco, I señor de Castelgeriego, excluido de la sucesión por haber nacido fuera del matrimonio como exigía la fundación del mayorazgo de la Casa de Velasco. Por haber muerto el primer duque sin descendencia legítima masculina de matrimonio canónico, la sucesión de la casa pasó a su hermano:

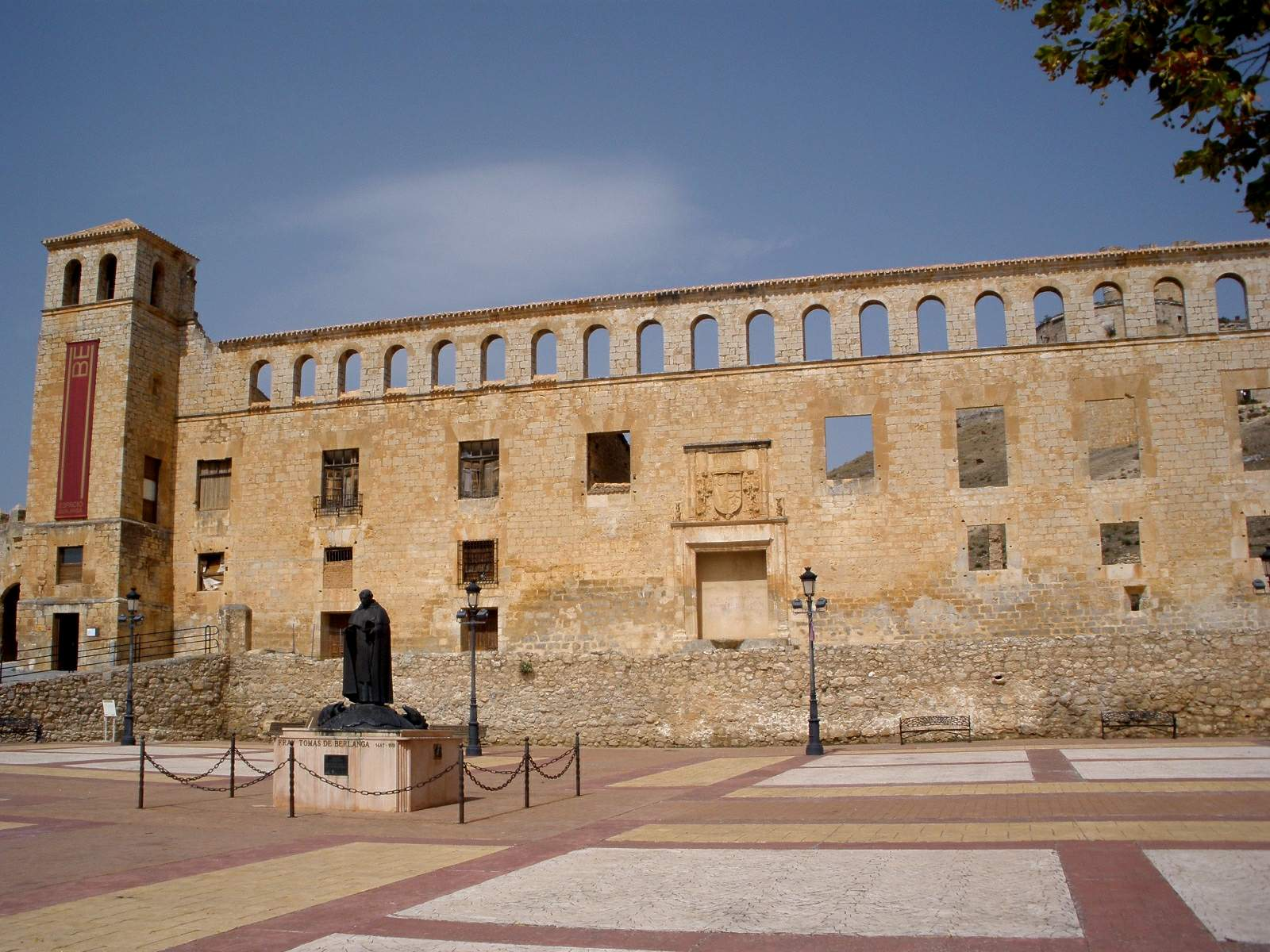
Palacio de los Duques de Frías en Berlanga del Duero

- Íñigo Fernández de Velasco y Mendoza (1455-17 de septiembre de 1528), II duque de Frías,[3] IV conde de Haro y caballero del Toisón de Oro[7]

Casó en 1480 con María de Tovar y Vivero, VI señora de Berlanga y X señora de la Casa de Tovar, hija de Luis de Tovar y María Vivero Sotomayor, señores de Berlanga. Fueron padres de Pedro Fernández de Velasco, III duque de Frías y de Juan Sánchez de Tovar y Velasco (1500-1540), I marqués de Berlanga por concesión del emperador Carlos I el 10 de abril de 1529. Sucedió su primogénito:
- Pedro Fernández de Velasco y Tovar (m.9 de noviembre de 1559), III duque de Frías,[3] V conde de Haro, IV condestable de Castilla y caballero del Toisón de Oro.[7]

Casado con su prima hermana, Juliana Ángela de Velasco y Aragón, hija de Bernardino Fernández de Velasco y Mendoza, sin dejar descendencia legítima, sucedió su sobrino, hijo de su hermano Juan Sánchez de Tovar y Velasco, el I marqués de Berlanga, y de su segunda esposa, María Girón de Guzmán.
- Íñigo Fernández de Velasco y Tovar (1520-1585), IV duque de Frías,[3] VI conde de Haro, II marqués de Berlanga, embajador en Roma, miembro del Consejo de Estado y del de Italia, presidente de Aragón y camarero mayor de Felipe II.[8]

Casó con Ana Ángela Águeda de Guzmán y Aragón. Sucedió su hijo:

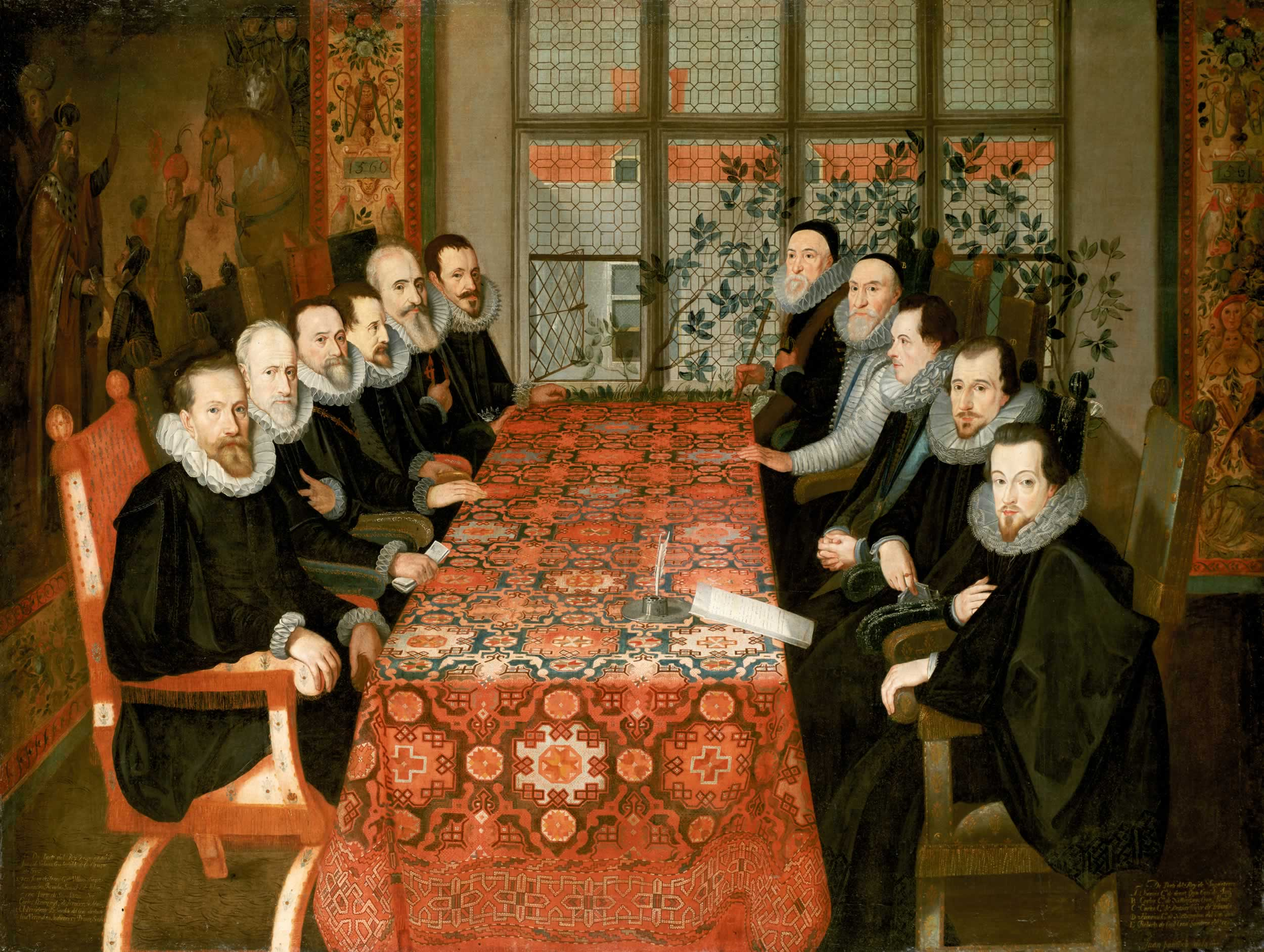
El Tratado de Londres (1604, Museo Marítimo Nacional de Londres) con el V duque Juan al fondo a la izquierda

- Juan Fernández de Velasco y Tovar (1550-15 de marzo de 1613), V duque de Frías,[3] IV marqués de Berlanga, VII conde de Haro, VI condestable de Castilla de su linaje, gobernador de Milán en (1592-1595), (1595-1600) y (1610-1612),[8] embajador ante el papa Sixto V y representante del rey Felipe III en la negociación de la paz con Jacobo I de Inglaterra que se firmó el 29 de agosto de 1604.

Casó primero con María Téllez-Girón (m. 20 de febrero de 1608), hija de los I duques de Osuna, de la que tuvo por hija a Ana de Velasco y Girón, casada con Teodosio de Braganza y fue madre del rey Juan IV de Portugal, y a Íñigo Fernández de Velasco y Girón que fue el VIII conde de Haro pero que no sucedió en el ducado por haber fallecido sin descendencia en 1607, antes que su padre. Casó en segundas nupcias  en abril de 1608 con Juana Fernández de Córdoba Aragón y Enríquez de Cabrera, hija de los condes de Ampurias, y nieta de los duques de Medina de Rioseco, teniendo como descendencia a Bernardino que sucederá como VI duque y Luis, cuyo nieto Agustín de Velasco sucederá como X duque de Frías.
- Bernardino Fernández de Velasco y Tovar (1609-31 de marzo de 1652), VI duque de Frías,[3] VI marqués de Berlanga,[10] X conde de Haro,[10] VII condestable de Castilla de su linaje, comendador de Yeste en la Orden de Santiago, camarero mayor, copero mayor y cazador mayor de los reyes Felipe III y Felipe IV, embajador en la Santa Sede, presidente del consejo de Italia, consejero de Estado, virrey de Aragón y gobernador de Milán.[10]

Casó en primeras nupcias el 30 de septiembre de 1624 con Isabel María de Guzmán (m. 1640), V marquesa de Toral. Casó posteriormente el 17 de marzo de 1647 con María Sarmiento de Mendoza sin obtener descendencia. Sucedió su hijo del primer matrimonio:

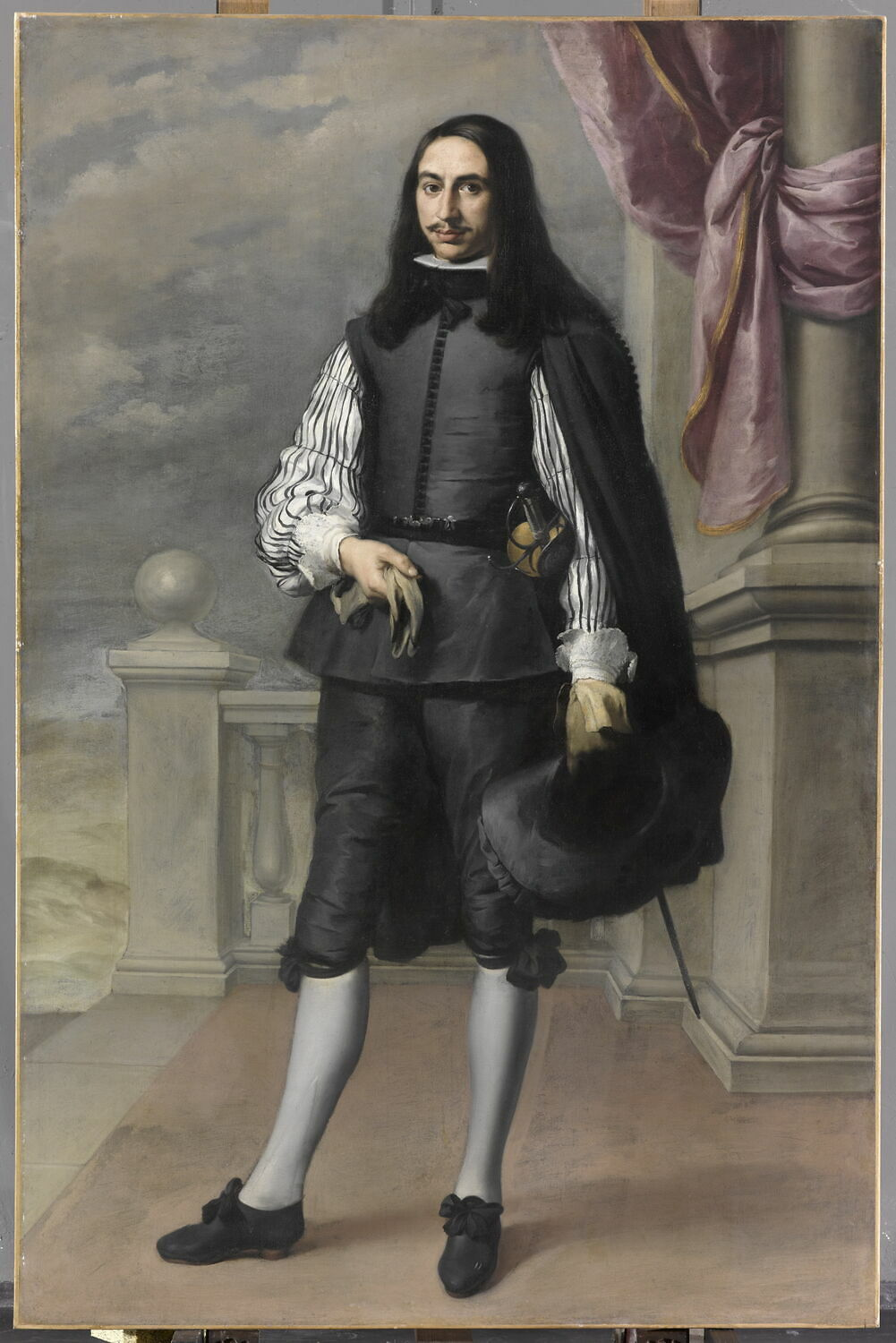
Íñigo Melchor Fernández de Velasco y Tovar, VII duque de Frías, por Bartolomé Esteban Murillo (Museo del Louvre)

- Íñigo Melchor Fernández de Velasco y Tovar (1635-27 de septiembre de 1696), VII duque de Frías,[3] XI conde de Haro,[12] mayordomo mayor del rey Carlos II, VIII condestable de Castilla de su linaje, comendador de Usagre en la Orden de Santiago, gobernador de Galicia, de los Países Bajos, presidente del Consejo de la Órdenes y del consejo de Flandes.[12]

Contrajo un primer matrimonio el 28 de marzo de 1645 con Josefa Jacinta Fernández de Córdova Figueroa (m. 1664). Casó en segundas nupcias en 1671 con María Teresa de Benavides y Corella, camarera mayor de palacio. No tuvo descendencia masculina legítima y le sucedió su sobrino, hijo de su hermano Francisco Baltasar de Velasco y Tovar, VII marqués de Berlanga, y María Catalina de Carvajal Enríquez y Sarmiento, IV marquesa de Jódar.
- José Manuel Fernández de Velasco y Tovar (1665-19 de enero de 1713), VIII duque de Frías,[3] XII conde de Haro, VIII marqués de Berlanga, V marqués de Jódar, mayordomo mayor del rey Felipe V.[14]

Casó en primeras nupcias el 1 de agosto de 1678 con Ángela de Benavides Ponce de León (m. 1704) y en segundas el 20 de septiembre de 1705 con Ana María Téllez-Girón (m. 1717), sobrina de su primera esposa. Le sucedió su hijo del primer matrimonio:
- Bernardino Fernández de Velasco y Tovar (1685-25 de abril de 1727), IX duque de Frías',[3] XIII conde de Haro, IX marqués de Berlanga, VI marqués de Jodar y VIII conde de Salazar de Velasco.[14]

Casó en abril de 1704 con María Petronila Rosa de Toledo y Portugal sin dejar descendencia. Pasó el título a un bisnieto del V duque de Frías.
- Agustín Fernández de Velasco y Bracamonte (1669-1741), X duque de Frías,[3] XIV conde de Haro,[14] IX conde de Salazar de Velasco, III marqués del Fresno, VI conde de Peñaranda de Bracamonte,[14] III vizconde de Sauquillo, gentilhombre de cámara y sumiller de corps del rey Felipe V.[14] Hijo de Pedro Fernández de Velasco, II marqués del Fresno, embajador en Inglaterra y Francia, miembro de los Consejos de Indias y de Estado, y de  Antonia de Bracamonte y Luna, V condesa de Peñaranda de Bracamonte. Fueron sus abuelos paternos Luis de Velasco y Tovar, I marqués del Fresno por concesión del rey Felipe IV el 11 de marzo de 1628, (hermano del VI duque de Frías), y Catalina de Velasco y Ayala.

Casó con Manuela Pimentel y Zúñiga, hija de los XII condes y IX duques de Benavente, le sucedió su hijo:
- Bernardino Fernández de Velasco y Pimentel (Madrid, 27 de mayo de 1707-27 de diciembre de 1771),[15] XI duque de Frías,[16] XV conde de Haro,[14] X conde de Salazar de Velasco, VII conde de Peñaranda de Bracamonte, IV vizconde de Sauquillo, XV conde de Alba de Liste, IV marqués de Cilleruelo y XVII conde de Luna.[14]

Casó el 1 de septiembre de 1728 con María Ana Josefa Téllez-Girón Pacheco. Sin descendencia masculina, le sucedió su hermano:
- Martín Fernández de Velasco (1729-17 de marzo de 1776), XII duque de Frías,[16] XVI conde de Haro, V marqués del Fresno, XVI conde de Alba de Liste, IV duque de Arión, XI conde de Salazar de Velasco y V marqués de Cilleruelo.[17]

Casó el 2 de septiembre de 1755 con Isabel María Spínola Velasco de la Cueva, XVI condesa de Siruela, VI duquesa de San Pedro de Galatino, VII condesa de Valverde, VII marquesa de Santacara y princesa de Molfetta. Sin descendencia, le sucedió su sobrino nieto, hijo de Andrés Manuel Alonso Téllez-Girón Pacheco y Toledo, VIII duque de Uceda, conde de Montalbán, caballero del Toisón de Oro, y de la Gran Cruz de Carlos III, y de María Portería Fernández de Velasco y Téllez-Girón, hija del XI duque de Frías.
- Diego Fernández de Velasco (Madrid, 8 de noviembre de 1754-París, 11 de febrero de 1811),[17] XIII duque de Frías,[16] IX duque de Uceda,[21] XVII conde de Haro, XIII marqués de Berlanga, XII conde de Salazar de Velasco, XVII conde de Alba de Liste, XV conde de Oropesa, IX conde de Peñaranda de Bracamonte, XV conde de Fuensalida, XIII marqués de Villena, VIII marqués de Belmonte, VI marqués de Cilleruelo, VII conde de la Puebla de Montalbán, X marqués de Frómista, VIII marqués de Caracena, VIII conde de Pinto, IX marqués de Toral, XII marqués de Jarandilla, X marqués de Frechilla y Villarramiel, X marqués del Villar de Grajanejos, XIV conde de Alcaudete, XIV conde de Deleytosa, XIX conde de Luna, VII marqués del Fresno, IX conde de Colmenar de Oreja, caballero de la orden del Toisón de Oro y de la Orden de Santiago,[17] sumiller de corps del rey Carlos IV y mayordomo mayor del rey José I Bonaparte. Para poder suceder en el ducado de Frías varió el orden de sus apellidos, para llevar primero el Fernández de Velasco, como imponía el mayorazgo de rigurosa agnación del ducado de Frías.[22]

Casó el 17 de julio de 1780, en Madrid, con Francisca de Paula de Benavides de Córdoba de la Cueva y Moncada, hija de Antonio de Benavides y de la Cueva, teniente general de los Reales ejércitos, duque de Santiesteban, caballero del Toisón de Oro, y de María de la O Fernández de Córdoba. Sucedió su primogénito:

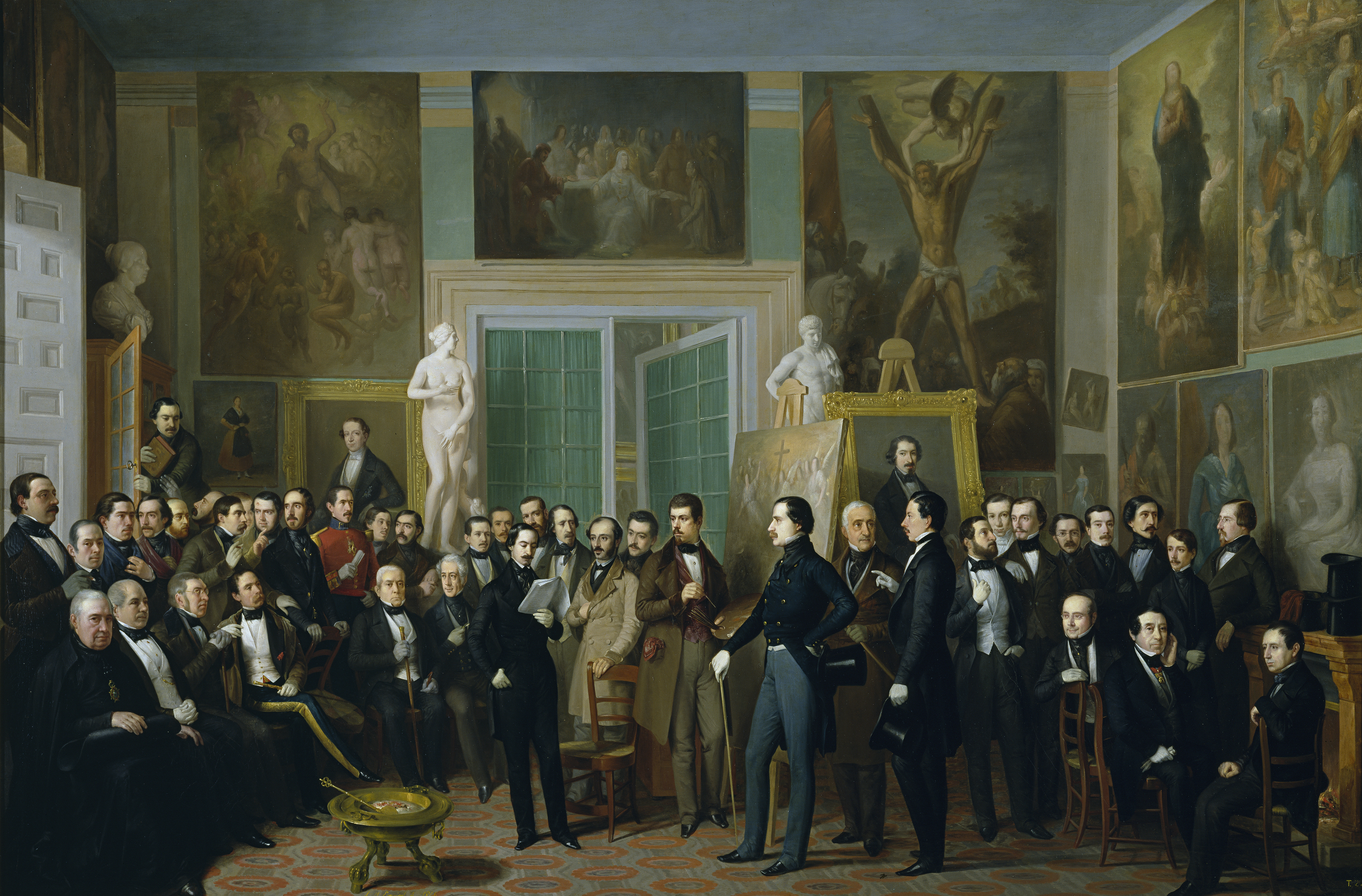
El XIV duque Bernardino (segundo sentado a la derecha) en la obra de Los Poetas Contemporáneos de Antonio María Esquivel (Museo del Prado)

- Bernardino V Fernández de Velasco y Benavides (Madrid, 20 de junio de 1783-28 de mayo de 1851), XIV duque de Frías,[16] XVIII conde de Haro, X duque de Uceda,[21] XIV duque de Escalona,[17] XVIII conde de Alba de Liste, VIII conde de la Puebla de Montalbán, IX marqués de Belmonte, XIV marqués de Villena, X conde de Peñaranda de Bracamonte, XVI conde de Fuensalida, XVI conde de Oropesa, XI marqués de Frómista, IX marqués de Caracena, XIV marqués de Berlanga, X marqués de Toral, VIII marqués del Fresno, XIII marqués de Jarandilla, XI marqués de Frechilla y Villarramiel, XI marqués de Villar de los Grajanejos, V conde de Alcaudete, XV conde de Deleytosa, XIII conde de Salazar de Velasco, IX conde de Pinto, XX conde de Luna, X conde de Colmenar de Oreja y caballero del Toisón de Oro, de Calatrava.[17] Se cubrió como grande de España en 1814 siendo su padrino el duque de Osuna. Fue Presidente del Consejo de Ministros y Ministro de Estado (1838-1839), prócer del reino, senador por la provincia de León 1837-1845 y senador vitalicio 1845-1851.[23]

Casó en primeras nupcias el 24 de agosto de 1802, en Madrid, con María Ana Teresa de Silva Bazán y Waldstein (m. Madrid, 17 de enero de 1805), hija de los IX marqueses de Santa Cruz. Contrajo un segundo matrimonio en Alicante, el 2 de agosto de 1811 con María de la Piedad Roca de Togores y Valcárcel Escorcia y Pío de Saboya, (Benejúzar, 18 de mayo de 1787-Madrid, 17 de enero de 1830), hija de Juan Nepomuceno Roca de Togores y Scorcia, I conde de Pinohermoso, y de María Antonia de la Portería Valcárcel y Pio de Saboya, marquesa de Castel Rodrigo. Casó en terceras nupcias con Ana de Jaspe Macias (m. 1863) de quien había tenido un hijo antes de casarse que fue legitimado por real carta en 1838 cuando sus padres casaron y que sucedió en el ducado:

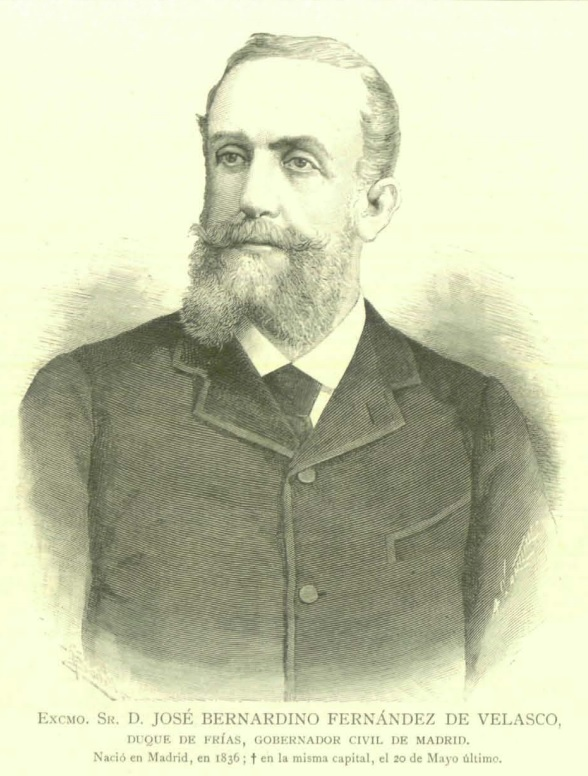
José Bernardino Fernández de Velasco, XV duque de Frías

- José María Bernardino Silverio Fernández de Velasco y Jaspe (París, 20 de junio de 1836-20 de mayo de 1888), XV duque de Frías,[16] XX conde de Haro, XV marqués de Berlanga, XVII conde de Fuensalida, XVII conde de Oropesa, X marqués de Belmonte, XI marqués de Toral, X marqués de Caracena, IX marqués del Fresno, XII marqués de Frómista, XII marqués de Frechilla y Villarramiel, XIV marqués de Jarandilla, XII marqués de Villar de Grajanejos, XVI conde de Alcaudete, XVI conde de Deleytosa, XIV conde de Salazar de Velasco, XI conde de Colmenar de Oreja, XII conde de Peñaranda de Bracamonte, XXII conde de Luna y maestrante de Sevilla.[24]

Casó en primeras nupcias el 12 de octubre de 1864, en París, con Victoria Balfe (m. 1871), con quien tuvo por hijos a Bernardino, Guillermo y Mencía. Contrajo un segundo matrimonio en 1880, en Biarritz, con María del Carmen Pignatelli de Aragón y Padilla, hija del príncipe del Sacro Romano Imperio Juan Vicente Pignatelli de Aragón y de María de Padilla y Laborde. Sucedió su hijo del primer matrimonio:
- Bernardino Fernández de Velasco y Balfe Jaspe y Roser (1 de mayo de 1866-3 de diciembre de 1916), XVI duque de Frías,[16] XXI conde de Haro, XI marqués de Belmonte, XI marqués de Caracena, XIII marqués de Frechilla y Villarramiel, XV marqués de Jarandilla, XIII marqués de Villar de Grajanejos, XVII conde de Alcaudete, XVII conde de Deleytosa, XV conde de Salazar de Velasco y XII conde de Colmenar de Oreja.[24]

Casó en 1892 con Mary Cecile Boleyn Knowles (m. 1929), hija de sir Charles Knowles y Elisabeth Chapman. Fueron padres de una hija, Victoria Fernández de Velasco Knowles que fue XII marquesa de Belmonte, XII marquesa de Caracena, XIV marquesa de Frechilla y Villarramiel, XVI marquesa de Jarandilla, XIV marquesa de Villar de Grajanejos, XVIII condesa de Alcaudete, XIII condesa de Colmenar de Oreja, XVIII condesa de Deleytosa y XVI condesa de Salazar de Velasco. No heredó el ducado de Frías por regir la sucesión de agnación rigurosa. En 1919, sucedió su hermano:
- Guillermo Fernández de Velasco y Balfe Jaspe y Roser (Madrid, 17 de diciembre de 1870-Madrid, 29 de enero de 1936), XVII duque de Frías,[16] XVIII conde de Oropesa por cesión paterna en 1891, gentilhombre de cámara y comandante de caballería.[24]

Casó con Carolina Sforza Publicola de Santa Croce, viuda, hija de Bosio Sforza, conde de Santa Fiora y de Vicenza María Publicola Santa Croce. Sucedió su hijo:
- José Fernández de Velasco y Sforza (Roma, 2 de julio de 1910-Madrid, 8 de mayo de 1986), XVIII duque de Frías,[16] XVII marqués de Berlanga,[28] XIX conde de Fuensalida, XIX conde de Oropesa, XIII marqués de Toral, XX conde de Alcaudete, XVI marqués de Frechilla y Villarramiel, XXII conde de Haro, caballero gran cruz de la Orden de Malta, y de orden americana de Isabel la Católica, del Fénix de Grecia y académico de la Real Academia de la Historia.[28]

Casó el 28 de junio de 1940 con María de Silva y Azlor de Aragón Carvajal y Hurtado de Zaldívar, sin descendencia. Sucedió en 1999 su pariente, descendiente de Bernardina Fernández de Velasco, X duquesa de Uceda, hija del XIV duque de Frías y hermana del XV duque, hijo de Francisco Soto y Martorell, XX duque de Escalona, y de María Concepción Moreno-Santa María de Tejada:
- Francisco de Borja Soto y Moreno-Santa María, XIX duque de Frías,[16][30] XXIII conde de Haro,[28] XXI duque de Escalona[31] y XXI marqués de Villena.[28]

Casó el 20 de diciembre de 2019 con Carmen de la Mora (n. 1985), escultora, hija de Germán de la Mora y de Carmen de Alós y Balderrábano, IV marquesa de Haro.

## Árbol genealógico
| Duques de Frías         |
| ----------------------- |
| Titulares Pretendientes |

|                                                                             |                                                                             |                                                                             |                                                                             |                                                                             |                                                                             |  |  | Pedro Fernández de Velasco, ii conde de Haro (1425-1492)                                          |                                                                                                   |                                                                                                   |                                                                                                   |                                                                                                   |                                                                                                   |  |  |                                                                           |                                                                       |                                                                       |                                                                       |                                                                       |                                                                       |  |  |                                                                   |                                                                   |                                                                   |                                                                   |                                                                   |                                                                   |  |  |  |  |  |  |  |  |  |  |  |  |  |  |  |  |
|                                                                             |                                                                             |                                                                             |                                                                             |                                                                             |                                                                             |  |  |                                                                                                   |                                                                                                   |                                                                                                   |                                                                                                   |                                                                                                   |                                                                                                   |  |  |                                                                           |                                                                       |                                                                       |                                                                       |                                                                       |                                                                       |  |  |                                                                   |                                                                   |                                                                   |                                                                   |                                                                   |                                                                   |  |  |  |  |  |  |  |  |  |  |  |  |  |  |  |  |
|                                                                             |                                                                             |                                                                             |                                                                             |                                                                             |                                                                             |  |  |                                                                                                   |                                                                                                   |                                                                                                   |                                                                                                   |                                                                                                   |                                                                                                   |  |  |                                                                           |                                                                       |                                                                       |                                                                       |                                                                       |                                                                       |  |  |                                                                   |                                                                   |                                                                   |                                                                   |                                                                   |                                                                   |  |  |  |  |  |  |  |  |  |  |  |  |  |  |  |  |
| Bernardino Fernández de Velasco, i duque de Frías (m. 1512)                 | Bernardino Fernández de Velasco, i duque de Frías (m. 1512)                 | Bernardino Fernández de Velasco, i duque de Frías (m. 1512)                 | Bernardino Fernández de Velasco, i duque de Frías (m. 1512)                 | Bernardino Fernández de Velasco, i duque de Frías (m. 1512)                 | Bernardino Fernández de Velasco, i duque de Frías (m. 1512)                 |  |  | Íñigo Fernández de Velasco, II duque de Frías (1462-1528)                                         | Íñigo Fernández de Velasco, II duque de Frías (1462-1528)                                         | Íñigo Fernández de Velasco, II duque de Frías (1462-1528)                                         | Íñigo Fernández de Velasco, II duque de Frías (1462-1528)                                         | Íñigo Fernández de Velasco, II duque de Frías (1462-1528)                                         | Íñigo Fernández de Velasco, II duque de Frías (1462-1528)                                         |  |  |                                                                           |                                                                       |                                                                       |                                                                       |                                                                       |                                                                       |  |  |                                                                   |                                                                   |                                                                   |                                                                   |                                                                   |                                                                   |  |  |  |  |  |  |  |  |  |  |  |  |  |  |  |  |
| Bernardino Fernández de Velasco, i duque de Frías (m. 1512)                 | Bernardino Fernández de Velasco, i duque de Frías (m. 1512)                 | Bernardino Fernández de Velasco, i duque de Frías (m. 1512)                 | Bernardino Fernández de Velasco, i duque de Frías (m. 1512)                 | Bernardino Fernández de Velasco, i duque de Frías (m. 1512)                 | Bernardino Fernández de Velasco, i duque de Frías (m. 1512)                 |  |  | Íñigo Fernández de Velasco, II duque de Frías (1462-1528)                                         | Íñigo Fernández de Velasco, II duque de Frías (1462-1528)                                         | Íñigo Fernández de Velasco, II duque de Frías (1462-1528)                                         | Íñigo Fernández de Velasco, II duque de Frías (1462-1528)                                         | Íñigo Fernández de Velasco, II duque de Frías (1462-1528)                                         | Íñigo Fernández de Velasco, II duque de Frías (1462-1528)                                         |  |  |                                                                           |                                                                       |                                                                       |                                                                       |                                                                       |                                                                       |  |  |                                                                   |                                                                   |                                                                   |                                                                   |                                                                   |                                                                   |  |  |  |  |  |  |  |  |  |  |  |  |  |  |  |  |
|                                                                             |                                                                             |                                                                             |                                                                             |                                                                             |                                                                             |  |  |                                                                                                   |                                                                                                   |                                                                                                   |                                                                                                   |                                                                                                   |                                                                                                   |  |  |                                                                           |                                                                       |                                                                       |                                                                       |                                                                       |                                                                       |  |  |                                                                   |                                                                   |                                                                   |                                                                   |                                                                   |                                                                   |  |  |  |  |  |  |  |  |  |  |  |  |  |  |  |  |
|                                                                             |                                                                             |                                                                             |                                                                             |                                                                             |                                                                             |  |  | Pedro Fernández de Velasco, iii duque de Frías (m. 1559)                                          | Pedro Fernández de Velasco, iii duque de Frías (m. 1559)                                          | Pedro Fernández de Velasco, iii duque de Frías (m. 1559)                                          | Pedro Fernández de Velasco, iii duque de Frías (m. 1559)                                          | Pedro Fernández de Velasco, iii duque de Frías (m. 1559)                                          | Pedro Fernández de Velasco, iii duque de Frías (m. 1559)                                          |  |  | Juan de Tovar, i marqués de Berlanga (m. ca. 1540)                        | Juan de Tovar, i marqués de Berlanga (m. ca. 1540)                    | Juan de Tovar, i marqués de Berlanga (m. ca. 1540)                    | Juan de Tovar, i marqués de Berlanga (m. ca. 1540)                    | Juan de Tovar, i marqués de Berlanga (m. ca. 1540)                    | Juan de Tovar, i marqués de Berlanga (m. ca. 1540)                    |  |  |                                                                   |                                                                   |                                                                   |                                                                   |                                                                   |                                                                   |  |  |  |  |  |  |  |  |  |  |  |  |  |  |  |  |
|                                                                             |                                                                             |                                                                             |                                                                             |                                                                             |                                                                             |  |  | Pedro Fernández de Velasco, iii duque de Frías (m. 1559)                                          | Pedro Fernández de Velasco, iii duque de Frías (m. 1559)                                          | Pedro Fernández de Velasco, iii duque de Frías (m. 1559)                                          | Pedro Fernández de Velasco, iii duque de Frías (m. 1559)                                          | Pedro Fernández de Velasco, iii duque de Frías (m. 1559)                                          | Pedro Fernández de Velasco, iii duque de Frías (m. 1559)                                          |  |  | Juan de Tovar, i marqués de Berlanga (m. ca. 1540)                        | Juan de Tovar, i marqués de Berlanga (m. ca. 1540)                    | Juan de Tovar, i marqués de Berlanga (m. ca. 1540)                    | Juan de Tovar, i marqués de Berlanga (m. ca. 1540)                    | Juan de Tovar, i marqués de Berlanga (m. ca. 1540)                    | Juan de Tovar, i marqués de Berlanga (m. ca. 1540)                    |  |  |                                                                   |                                                                   |                                                                   |                                                                   |                                                                   |                                                                   |  |  |  |  |  |  |  |  |  |  |  |  |  |  |  |  |
|                                                                             |                                                                             |                                                                             |                                                                             |                                                                             |                                                                             |  |  |                                                                                                   |                                                                                                   |                                                                                                   |                                                                                                   |                                                                                                   |                                                                                                   |  |  | Íñigo Fernández de Velasco y Tovar (m. 1585), iv duque de Frías (m. 1585) |                                                                       |                                                                       |                                                                       |                                                                       |                                                                       |  |  |                                                                   |                                                                   |                                                                   |                                                                   |                                                                   |                                                                   |  |  |  |  |  |  |  |  |  |  |  |  |  |  |  |  |
|                                                                             |                                                                             |                                                                             |                                                                             |                                                                             |                                                                             |  |  |                                                                                                   |                                                                                                   |                                                                                                   |                                                                                                   |                                                                                                   |                                                                                                   |  |  |                                                                           |                                                                       |                                                                       |                                                                       |                                                                       |                                                                       |  |  |                                                                   |                                                                   |                                                                   |                                                                   |                                                                   |                                                                   |  |  |  |  |  |  |  |  |  |  |  |  |  |  |  |  |
|                                                                             |                                                                             |                                                                             |                                                                             |                                                                             |                                                                             |  |  |                                                                                                   |                                                                                                   |                                                                                                   |                                                                                                   |                                                                                                   |                                                                                                   |  |  | Juan Fernández de Velasco, v duque de Frías (1550-1613)                   |                                                                       |                                                                       |                                                                       |                                                                       |                                                                       |  |  |                                                                   |                                                                   |                                                                   |                                                                   |                                                                   |                                                                   |  |  |  |  |  |  |  |  |  |  |  |  |  |  |  |  |
|                                                                             |                                                                             |                                                                             |                                                                             |                                                                             |                                                                             |  |  |                                                                                                   |                                                                                                   |                                                                                                   |                                                                                                   |                                                                                                   |                                                                                                   |  |  |                                                                           |                                                                       |                                                                       |                                                                       |                                                                       |                                                                       |  |  |                                                                   |                                                                   |                                                                   |                                                                   |                                                                   |                                                                   |  |  |  |  |  |  |  |  |  |  |  |  |  |  |  |  |
|                                                                             |                                                                             |                                                                             |                                                                             |                                                                             |                                                                             |  |  |                                                                                                   |                                                                                                   |                                                                                                   |                                                                                                   |                                                                                                   |                                                                                                   |  |  |                                                                           |                                                                       |                                                                       |                                                                       |                                                                       |                                                                       |  |  |                                                                   |                                                                   |                                                                   |                                                                   |                                                                   |                                                                   |  |  |  |  |  |  |  |  |  |  |  |  |  |  |  |  |
|                                                                             |                                                                             |                                                                             |                                                                             |                                                                             |                                                                             |  |  | Bernardino Fernández de Velasco, vi duque de Frías (1609-1652)                                    | Bernardino Fernández de Velasco, vi duque de Frías (1609-1652)                                    | Bernardino Fernández de Velasco, vi duque de Frías (1609-1652)                                    | Bernardino Fernández de Velasco, vi duque de Frías (1609-1652)                                    | Bernardino Fernández de Velasco, vi duque de Frías (1609-1652)                                    | Bernardino Fernández de Velasco, vi duque de Frías (1609-1652)                                    |  |  | Luis de Velasco, i marqués del Fresno († 1664)                            | Luis de Velasco, i marqués del Fresno († 1664)                        | Luis de Velasco, i marqués del Fresno († 1664)                        | Luis de Velasco, i marqués del Fresno († 1664)                        | Luis de Velasco, i marqués del Fresno († 1664)                        | Luis de Velasco, i marqués del Fresno († 1664)                        |  |  |                                                                   |                                                                   |                                                                   |                                                                   |                                                                   |                                                                   |  |  |  |  |  |  |  |  |  |  |  |  |  |  |  |  |
|                                                                             |                                                                             |                                                                             |                                                                             |                                                                             |                                                                             |  |  | Bernardino Fernández de Velasco, vi duque de Frías (1609-1652)                                    | Bernardino Fernández de Velasco, vi duque de Frías (1609-1652)                                    | Bernardino Fernández de Velasco, vi duque de Frías (1609-1652)                                    | Bernardino Fernández de Velasco, vi duque de Frías (1609-1652)                                    | Bernardino Fernández de Velasco, vi duque de Frías (1609-1652)                                    | Bernardino Fernández de Velasco, vi duque de Frías (1609-1652)                                    |  |  | Luis de Velasco, i marqués del Fresno († 1664)                            | Luis de Velasco, i marqués del Fresno († 1664)                        | Luis de Velasco, i marqués del Fresno († 1664)                        | Luis de Velasco, i marqués del Fresno († 1664)                        | Luis de Velasco, i marqués del Fresno († 1664)                        | Luis de Velasco, i marqués del Fresno († 1664)                        |  |  |                                                                   |                                                                   |                                                                   |                                                                   |                                                                   |                                                                   |  |  |  |  |  |  |  |  |  |  |  |  |  |  |  |  |
|                                                                             |                                                                             |                                                                             |                                                                             |                                                                             |                                                                             |  |  |                                                                                                   |                                                                                                   |                                                                                                   |                                                                                                   |                                                                                                   |                                                                                                   |  |  |                                                                           |                                                                       |                                                                       |                                                                       |                                                                       |                                                                       |  |  |                                                                   |                                                                   |                                                                   |                                                                   |                                                                   |                                                                   |  |  |  |  |  |  |  |  |  |  |  |  |  |  |  |  |
| Íñigo Melchor Fernández de Velasco, vii duque de Frías (1635-1696)          | Íñigo Melchor Fernández de Velasco, vii duque de Frías (1635-1696)          | Íñigo Melchor Fernández de Velasco, vii duque de Frías (1635-1696)          | Íñigo Melchor Fernández de Velasco, vii duque de Frías (1635-1696)          | Íñigo Melchor Fernández de Velasco, vii duque de Frías (1635-1696)          | Íñigo Melchor Fernández de Velasco, vii duque de Frías (1635-1696)          |  |  | Francisco Baltasar de Velasco, marqués de Jódar († h. 1690)                                       | Francisco Baltasar de Velasco, marqués de Jódar († h. 1690)                                       | Francisco Baltasar de Velasco, marqués de Jódar († h. 1690)                                       | Francisco Baltasar de Velasco, marqués de Jódar († h. 1690)                                       | Francisco Baltasar de Velasco, marqués de Jódar († h. 1690)                                       | Francisco Baltasar de Velasco, marqués de Jódar († h. 1690)                                       |  |  | Pedro Fernández de Velasco, conde de Peñaranda de Bracamonte († 1713)     | Pedro Fernández de Velasco, conde de Peñaranda de Bracamonte († 1713) | Pedro Fernández de Velasco, conde de Peñaranda de Bracamonte († 1713) | Pedro Fernández de Velasco, conde de Peñaranda de Bracamonte († 1713) | Pedro Fernández de Velasco, conde de Peñaranda de Bracamonte († 1713) | Pedro Fernández de Velasco, conde de Peñaranda de Bracamonte († 1713) |  |  |                                                                   |                                                                   |                                                                   |                                                                   |                                                                   |                                                                   |  |  |  |  |  |  |  |  |  |  |  |  |  |  |  |  |
| Íñigo Melchor Fernández de Velasco, vii duque de Frías (1635-1696)          | Íñigo Melchor Fernández de Velasco, vii duque de Frías (1635-1696)          | Íñigo Melchor Fernández de Velasco, vii duque de Frías (1635-1696)          | Íñigo Melchor Fernández de Velasco, vii duque de Frías (1635-1696)          | Íñigo Melchor Fernández de Velasco, vii duque de Frías (1635-1696)          | Íñigo Melchor Fernández de Velasco, vii duque de Frías (1635-1696)          |  |  | Francisco Baltasar de Velasco, marqués de Jódar († h. 1690)                                       | Francisco Baltasar de Velasco, marqués de Jódar († h. 1690)                                       | Francisco Baltasar de Velasco, marqués de Jódar († h. 1690)                                       | Francisco Baltasar de Velasco, marqués de Jódar († h. 1690)                                       | Francisco Baltasar de Velasco, marqués de Jódar († h. 1690)                                       | Francisco Baltasar de Velasco, marqués de Jódar († h. 1690)                                       |  |  | Pedro Fernández de Velasco, conde de Peñaranda de Bracamonte († 1713)     | Pedro Fernández de Velasco, conde de Peñaranda de Bracamonte († 1713) | Pedro Fernández de Velasco, conde de Peñaranda de Bracamonte († 1713) | Pedro Fernández de Velasco, conde de Peñaranda de Bracamonte († 1713) | Pedro Fernández de Velasco, conde de Peñaranda de Bracamonte († 1713) | Pedro Fernández de Velasco, conde de Peñaranda de Bracamonte († 1713) |  |  |                                                                   |                                                                   |                                                                   |                                                                   |                                                                   |                                                                   |  |  |  |  |  |  |  |  |  |  |  |  |  |  |  |  |
|                                                                             |                                                                             |                                                                             |                                                                             |                                                                             |                                                                             |  |  | José Manuel Fernández de Velasco, viii duque de Frías (m. 1713)                                   | José Manuel Fernández de Velasco, viii duque de Frías (m. 1713)                                   | José Manuel Fernández de Velasco, viii duque de Frías (m. 1713)                                   | José Manuel Fernández de Velasco, viii duque de Frías (m. 1713)                                   | José Manuel Fernández de Velasco, viii duque de Frías (m. 1713)                                   | José Manuel Fernández de Velasco, viii duque de Frías (m. 1713)                                   |  |  | Agustín Fernández de Velasco, x duque de Frías (1669-1741)                | Agustín Fernández de Velasco, x duque de Frías (1669-1741)            | Agustín Fernández de Velasco, x duque de Frías (1669-1741)            | Agustín Fernández de Velasco, x duque de Frías (1669-1741)            | Agustín Fernández de Velasco, x duque de Frías (1669-1741)            | Agustín Fernández de Velasco, x duque de Frías (1669-1741)            |  |  |                                                                   |                                                                   |                                                                   |                                                                   |                                                                   |                                                                   |  |  |  |  |  |  |  |  |  |  |  |  |  |  |  |  |
|                                                                             |                                                                             |                                                                             |                                                                             |                                                                             |                                                                             |  |  | José Manuel Fernández de Velasco, viii duque de Frías (m. 1713)                                   | José Manuel Fernández de Velasco, viii duque de Frías (m. 1713)                                   | José Manuel Fernández de Velasco, viii duque de Frías (m. 1713)                                   | José Manuel Fernández de Velasco, viii duque de Frías (m. 1713)                                   | José Manuel Fernández de Velasco, viii duque de Frías (m. 1713)                                   | José Manuel Fernández de Velasco, viii duque de Frías (m. 1713)                                   |  |  | Agustín Fernández de Velasco, x duque de Frías (1669-1741)                | Agustín Fernández de Velasco, x duque de Frías (1669-1741)            | Agustín Fernández de Velasco, x duque de Frías (1669-1741)            | Agustín Fernández de Velasco, x duque de Frías (1669-1741)            | Agustín Fernández de Velasco, x duque de Frías (1669-1741)            | Agustín Fernández de Velasco, x duque de Frías (1669-1741)            |  |  |                                                                   |                                                                   |                                                                   |                                                                   |                                                                   |                                                                   |  |  |  |  |  |  |  |  |  |  |  |  |  |  |  |  |
|                                                                             |                                                                             |                                                                             |                                                                             |                                                                             |                                                                             |  |  |                                                                                                   |                                                                                                   |                                                                                                   |                                                                                                   |                                                                                                   |                                                                                                   |  |  |                                                                           |                                                                       |                                                                       |                                                                       |                                                                       |                                                                       |  |  |                                                                   |                                                                   |                                                                   |                                                                   |                                                                   |                                                                   |  |  |  |  |  |  |  |  |  |  |  |  |  |  |  |  |
|                                                                             |                                                                             |                                                                             |                                                                             |                                                                             |                                                                             |  |  | Bernardino Fernández de Velasco, IX duque de Frías (1685-1727)                                    | Bernardino Fernández de Velasco, IX duque de Frías (1685-1727)                                    | Bernardino Fernández de Velasco, IX duque de Frías (1685-1727)                                    | Bernardino Fernández de Velasco, IX duque de Frías (1685-1727)                                    | Bernardino Fernández de Velasco, IX duque de Frías (1685-1727)                                    | Bernardino Fernández de Velasco, IX duque de Frías (1685-1727)                                    |  |  | Bernardino Fernández de Velasco, xi duque de Frías (m. 1771)              | Bernardino Fernández de Velasco, xi duque de Frías (m. 1771)          | Bernardino Fernández de Velasco, xi duque de Frías (m. 1771)          | Bernardino Fernández de Velasco, xi duque de Frías (m. 1771)          | Bernardino Fernández de Velasco, xi duque de Frías (m. 1771)          | Bernardino Fernández de Velasco, xi duque de Frías (m. 1771)          |  |  | Martín Fernández de Velasco, xii duque de Frías (m. 1776)         | Martín Fernández de Velasco, xii duque de Frías (m. 1776)         | Martín Fernández de Velasco, xii duque de Frías (m. 1776)         | Martín Fernández de Velasco, xii duque de Frías (m. 1776)         | Martín Fernández de Velasco, xii duque de Frías (m. 1776)         | Martín Fernández de Velasco, xii duque de Frías (m. 1776)         |  |  |  |  |  |  |  |  |  |  |  |  |  |  |  |  |
|                                                                             |                                                                             |                                                                             |                                                                             |                                                                             |                                                                             |  |  | Bernardino Fernández de Velasco, IX duque de Frías (1685-1727)                                    | Bernardino Fernández de Velasco, IX duque de Frías (1685-1727)                                    | Bernardino Fernández de Velasco, IX duque de Frías (1685-1727)                                    | Bernardino Fernández de Velasco, IX duque de Frías (1685-1727)                                    | Bernardino Fernández de Velasco, IX duque de Frías (1685-1727)                                    | Bernardino Fernández de Velasco, IX duque de Frías (1685-1727)                                    |  |  | Bernardino Fernández de Velasco, xi duque de Frías (m. 1771)              | Bernardino Fernández de Velasco, xi duque de Frías (m. 1771)          | Bernardino Fernández de Velasco, xi duque de Frías (m. 1771)          | Bernardino Fernández de Velasco, xi duque de Frías (m. 1771)          | Bernardino Fernández de Velasco, xi duque de Frías (m. 1771)          | Bernardino Fernández de Velasco, xi duque de Frías (m. 1771)          |  |  | Martín Fernández de Velasco, xii duque de Frías (m. 1776)         | Martín Fernández de Velasco, xii duque de Frías (m. 1776)         | Martín Fernández de Velasco, xii duque de Frías (m. 1776)         | Martín Fernández de Velasco, xii duque de Frías (m. 1776)         | Martín Fernández de Velasco, xii duque de Frías (m. 1776)         | Martín Fernández de Velasco, xii duque de Frías (m. 1776)         |  |  |  |  |  |  |  |  |  |  |  |  |  |  |  |  |
|                                                                             |                                                                             |                                                                             |                                                                             |                                                                             |                                                                             |  |  |                                                                                                   |                                                                                                   |                                                                                                   |                                                                                                   |                                                                                                   |                                                                                                   |  |  | María de la Portería Fernández de Velasco, duquesa de Uceda (m. 1796)     |                                                                       |                                                                       |                                                                       |                                                                       |                                                                       |  |  |                                                                   |                                                                   |                                                                   |                                                                   |                                                                   |                                                                   |  |  |  |  |  |  |  |  |  |  |  |  |  |  |  |  |
|                                                                             |                                                                             |                                                                             |                                                                             |                                                                             |                                                                             |  |  |                                                                                                   |                                                                                                   |                                                                                                   |                                                                                                   |                                                                                                   |                                                                                                   |  |  |                                                                           |                                                                       |                                                                       |                                                                       |                                                                       |                                                                       |  |  |                                                                   |                                                                   |                                                                   |                                                                   |                                                                   |                                                                   |  |  |  |  |  |  |  |  |  |  |  |  |  |  |  |  |
|                                                                             |                                                                             |                                                                             |                                                                             |                                                                             |                                                                             |  |  |                                                                                                   |                                                                                                   |                                                                                                   |                                                                                                   |                                                                                                   |                                                                                                   |  |  | Diego Fernández de Velasco, xiii duque de Frías (1754-1811)               |                                                                       |                                                                       |                                                                       |                                                                       |                                                                       |  |  |                                                                   |                                                                   |                                                                   |                                                                   |                                                                   |                                                                   |  |  |  |  |  |  |  |  |  |  |  |  |  |  |  |  |
|                                                                             |                                                                             |                                                                             |                                                                             |                                                                             |                                                                             |  |  |                                                                                                   |                                                                                                   |                                                                                                   |                                                                                                   |                                                                                                   |                                                                                                   |  |  |                                                                           |                                                                       |                                                                       |                                                                       |                                                                       |                                                                       |  |  |                                                                   |                                                                   |                                                                   |                                                                   |                                                                   |                                                                   |  |  |  |  |  |  |  |  |  |  |  |  |  |  |  |  |
|                                                                             |                                                                             |                                                                             |                                                                             |                                                                             |                                                                             |  |  |                                                                                                   |                                                                                                   |                                                                                                   |                                                                                                   |                                                                                                   |                                                                                                   |  |  | Bernardino Fernández de Velasco, xiv duque de Frías (1783-1851)           |                                                                       |                                                                       |                                                                       |                                                                       |                                                                       |  |  |                                                                   |                                                                   |                                                                   |                                                                   |                                                                   |                                                                   |  |  |  |  |  |  |  |  |  |  |  |  |  |  |  |  |
|                                                                             |                                                                             |                                                                             |                                                                             |                                                                             |                                                                             |  |  |                                                                                                   |                                                                                                   |                                                                                                   |                                                                                                   |                                                                                                   |                                                                                                   |  |  |                                                                           |                                                                       |                                                                       |                                                                       |                                                                       |                                                                       |  |  |                                                                   |                                                                   |                                                                   |                                                                   |                                                                   |                                                                   |  |  |  |  |  |  |  |  |  |  |  |  |  |  |  |  |
|                                                                             |                                                                             |                                                                             |                                                                             |                                                                             |                                                                             |  |  |                                                                                                   |                                                                                                   |                                                                                                   |                                                                                                   |                                                                                                   |                                                                                                   |  |  |                                                                           |                                                                       |                                                                       |                                                                       |                                                                       |                                                                       |  |  |                                                                   |                                                                   |                                                                   |                                                                   |                                                                   |                                                                   |  |  |  |  |  |  |  |  |  |  |  |  |  |  |  |  |
|                                                                             |                                                                             |                                                                             |                                                                             |                                                                             |                                                                             |  |  | Bernardina Fernández de Velasco, x duquesa de Uceda (1815-1869)                                   | Bernardina Fernández de Velasco, x duquesa de Uceda (1815-1869)                                   | Bernardina Fernández de Velasco, x duquesa de Uceda (1815-1869)                                   | Bernardina Fernández de Velasco, x duquesa de Uceda (1815-1869)                                   | Bernardina Fernández de Velasco, x duquesa de Uceda (1815-1869)                                   | Bernardina Fernández de Velasco, x duquesa de Uceda (1815-1869)                                   |  |  | José María Fernández de Velasco, xv duque de Frías (1836-1888)            | José María Fernández de Velasco, xv duque de Frías (1836-1888)        | José María Fernández de Velasco, xv duque de Frías (1836-1888)        | José María Fernández de Velasco, xv duque de Frías (1836-1888)        | José María Fernández de Velasco, xv duque de Frías (1836-1888)        | José María Fernández de Velasco, xv duque de Frías (1836-1888)        |  |  |                                                                   |                                                                   |                                                                   |                                                                   |                                                                   |                                                                   |  |  |  |  |  |  |  |  |  |  |  |  |  |  |  |  |
|                                                                             |                                                                             |                                                                             |                                                                             |                                                                             |                                                                             |  |  | Bernardina Fernández de Velasco, x duquesa de Uceda (1815-1869)                                   | Bernardina Fernández de Velasco, x duquesa de Uceda (1815-1869)                                   | Bernardina Fernández de Velasco, x duquesa de Uceda (1815-1869)                                   | Bernardina Fernández de Velasco, x duquesa de Uceda (1815-1869)                                   | Bernardina Fernández de Velasco, x duquesa de Uceda (1815-1869)                                   | Bernardina Fernández de Velasco, x duquesa de Uceda (1815-1869)                                   |  |  | José María Fernández de Velasco, xv duque de Frías (1836-1888)            | José María Fernández de Velasco, xv duque de Frías (1836-1888)        | José María Fernández de Velasco, xv duque de Frías (1836-1888)        | José María Fernández de Velasco, xv duque de Frías (1836-1888)        | José María Fernández de Velasco, xv duque de Frías (1836-1888)        | José María Fernández de Velasco, xv duque de Frías (1836-1888)        |  |  |                                                                   |                                                                   |                                                                   |                                                                   |                                                                   |                                                                   |  |  |  |  |  |  |  |  |  |  |  |  |  |  |  |  |
|                                                                             |                                                                             |                                                                             |                                                                             |                                                                             |                                                                             |  |  |                                                                                                   |                                                                                                   |                                                                                                   |                                                                                                   |                                                                                                   |                                                                                                   |  |  |                                                                           |                                                                       |                                                                       |                                                                       |                                                                       |                                                                       |  |  |                                                                   |                                                                   |                                                                   |                                                                   |                                                                   |                                                                   |  |  |  |  |  |  |  |  |  |  |  |  |  |  |  |  |
|                                                                             |                                                                             |                                                                             |                                                                             |                                                                             |                                                                             |  |  | Francisco de Borja Téllez-Girón, xi duque de Uceda (1839-1897)                                    | Francisco de Borja Téllez-Girón, xi duque de Uceda (1839-1897)                                    | Francisco de Borja Téllez-Girón, xi duque de Uceda (1839-1897)                                    | Francisco de Borja Téllez-Girón, xi duque de Uceda (1839-1897)                                    | Francisco de Borja Téllez-Girón, xi duque de Uceda (1839-1897)                                    | Francisco de Borja Téllez-Girón, xi duque de Uceda (1839-1897)                                    |  |  | Bernardino Fernández de Velasco, xvi duque de Frías (1866-1916)           | Bernardino Fernández de Velasco, xvi duque de Frías (1866-1916)       | Bernardino Fernández de Velasco, xvi duque de Frías (1866-1916)       | Bernardino Fernández de Velasco, xvi duque de Frías (1866-1916)       | Bernardino Fernández de Velasco, xvi duque de Frías (1866-1916)       | Bernardino Fernández de Velasco, xvi duque de Frías (1866-1916)       |  |  | Guillermo Fernández de Velasco, xvii duque de Frías (1870-1937)   | Guillermo Fernández de Velasco, xvii duque de Frías (1870-1937)   | Guillermo Fernández de Velasco, xvii duque de Frías (1870-1937)   | Guillermo Fernández de Velasco, xvii duque de Frías (1870-1937)   | Guillermo Fernández de Velasco, xvii duque de Frías (1870-1937)   | Guillermo Fernández de Velasco, xvii duque de Frías (1870-1937)   |  |  |  |  |  |  |  |  |  |  |  |  |  |  |  |  |
|                                                                             |                                                                             |                                                                             |                                                                             |                                                                             |                                                                             |  |  | Francisco de Borja Téllez-Girón, xi duque de Uceda (1839-1897)                                    | Francisco de Borja Téllez-Girón, xi duque de Uceda (1839-1897)                                    | Francisco de Borja Téllez-Girón, xi duque de Uceda (1839-1897)                                    | Francisco de Borja Téllez-Girón, xi duque de Uceda (1839-1897)                                    | Francisco de Borja Téllez-Girón, xi duque de Uceda (1839-1897)                                    | Francisco de Borja Téllez-Girón, xi duque de Uceda (1839-1897)                                    |  |  | Bernardino Fernández de Velasco, xvi duque de Frías (1866-1916)           | Bernardino Fernández de Velasco, xvi duque de Frías (1866-1916)       | Bernardino Fernández de Velasco, xvi duque de Frías (1866-1916)       | Bernardino Fernández de Velasco, xvi duque de Frías (1866-1916)       | Bernardino Fernández de Velasco, xvi duque de Frías (1866-1916)       | Bernardino Fernández de Velasco, xvi duque de Frías (1866-1916)       |  |  | Guillermo Fernández de Velasco, xvii duque de Frías (1870-1937)   | Guillermo Fernández de Velasco, xvii duque de Frías (1870-1937)   | Guillermo Fernández de Velasco, xvii duque de Frías (1870-1937)   | Guillermo Fernández de Velasco, xvii duque de Frías (1870-1937)   | Guillermo Fernández de Velasco, xvii duque de Frías (1870-1937)   | Guillermo Fernández de Velasco, xvii duque de Frías (1870-1937)   |  |  |  |  |  |  |  |  |  |  |  |  |  |  |  |  |
|                                                                             |                                                                             |                                                                             |                                                                             |                                                                             |                                                                             |  |  |                                                                                                   |                                                                                                   |                                                                                                   |                                                                                                   |                                                                                                   |                                                                                                   |  |  |                                                                           |                                                                       |                                                                       |                                                                       |                                                                       |                                                                       |  |  |                                                                   |                                                                   |                                                                   |                                                                   |                                                                   |                                                                   |  |  |  |  |  |  |  |  |  |  |  |  |  |  |  |  |
| Ángela María Téllez-Girón, duquesa de Almenara Alta (1879-1921)             | Ángela María Téllez-Girón, duquesa de Almenara Alta (1879-1921)             | Ángela María Téllez-Girón, duquesa de Almenara Alta (1879-1921)             | Ángela María Téllez-Girón, duquesa de Almenara Alta (1879-1921)             | Ángela María Téllez-Girón, duquesa de Almenara Alta (1879-1921)             | Ángela María Téllez-Girón, duquesa de Almenara Alta (1879-1921)             |  |  | Mariano Téllez-Girón, xv duque de Osuna (1887-1931)                                               | Mariano Téllez-Girón, xv duque de Osuna (1887-1931)                                               | Mariano Téllez-Girón, xv duque de Osuna (1887-1931)                                               | Mariano Téllez-Girón, xv duque de Osuna (1887-1931)                                               | Mariano Téllez-Girón, xv duque de Osuna (1887-1931)                                               | Mariano Téllez-Girón, xv duque de Osuna (1887-1931)                                               |  |  |                                                                           |                                                                       |                                                                       |                                                                       |                                                                       |                                                                       |  |  | José María Fernández de Velasco, xviii duque de Frías (1910-1986) | José María Fernández de Velasco, xviii duque de Frías (1910-1986) | José María Fernández de Velasco, xviii duque de Frías (1910-1986) | José María Fernández de Velasco, xviii duque de Frías (1910-1986) | José María Fernández de Velasco, xviii duque de Frías (1910-1986) | José María Fernández de Velasco, xviii duque de Frías (1910-1986) |  |  |  |  |  |  |  |  |  |  |  |  |  |  |  |  |
| Ángela María Téllez-Girón, duquesa de Almenara Alta (1879-1921)             | Ángela María Téllez-Girón, duquesa de Almenara Alta (1879-1921)             | Ángela María Téllez-Girón, duquesa de Almenara Alta (1879-1921)             | Ángela María Téllez-Girón, duquesa de Almenara Alta (1879-1921)             | Ángela María Téllez-Girón, duquesa de Almenara Alta (1879-1921)             | Ángela María Téllez-Girón, duquesa de Almenara Alta (1879-1921)             |  |  | Mariano Téllez-Girón, xv duque de Osuna (1887-1931)                                               | Mariano Téllez-Girón, xv duque de Osuna (1887-1931)                                               | Mariano Téllez-Girón, xv duque de Osuna (1887-1931)                                               | Mariano Téllez-Girón, xv duque de Osuna (1887-1931)                                               | Mariano Téllez-Girón, xv duque de Osuna (1887-1931)                                               | Mariano Téllez-Girón, xv duque de Osuna (1887-1931)                                               |  |  |                                                                           |                                                                       |                                                                       |                                                                       |                                                                       |                                                                       |  |  | José María Fernández de Velasco, xviii duque de Frías (1910-1986) | José María Fernández de Velasco, xviii duque de Frías (1910-1986) | José María Fernández de Velasco, xviii duque de Frías (1910-1986) | José María Fernández de Velasco, xviii duque de Frías (1910-1986) | José María Fernández de Velasco, xviii duque de Frías (1910-1986) | José María Fernández de Velasco, xviii duque de Frías (1910-1986) |  |  |  |  |  |  |  |  |  |  |  |  |  |  |  |  |
| Francisco de Borja de Martorell, vii duque de Almenara Alta (1898-1940)     | Francisco de Borja de Martorell, vii duque de Almenara Alta (1898-1940)     | Francisco de Borja de Martorell, vii duque de Almenara Alta (1898-1940)     | Francisco de Borja de Martorell, vii duque de Almenara Alta (1898-1940)     | Francisco de Borja de Martorell, vii duque de Almenara Alta (1898-1940)     | Francisco de Borja de Martorell, vii duque de Almenara Alta (1898-1940)     |  |  | Ángela María Téllez-Girón, xvi duquesa de Osuna (1925-2015)                                       | Ángela María Téllez-Girón, xvi duquesa de Osuna (1925-2015)                                       | Ángela María Téllez-Girón, xvi duquesa de Osuna (1925-2015)                                       | Ángela María Téllez-Girón, xvi duquesa de Osuna (1925-2015)                                       | Ángela María Téllez-Girón, xvi duquesa de Osuna (1925-2015)                                       | Ángela María Téllez-Girón, xvi duquesa de Osuna (1925-2015)                                       |  |  |                                                                           |                                                                       |                                                                       |                                                                       |                                                                       |                                                                       |  |  |                                                                   |                                                                   |                                                                   |                                                                   |                                                                   |                                                                   |  |  |  |  |  |  |  |  |  |  |  |  |  |  |  |  |
| Francisco de Borja de Martorell, vii duque de Almenara Alta (1898-1940)     | Francisco de Borja de Martorell, vii duque de Almenara Alta (1898-1940)     | Francisco de Borja de Martorell, vii duque de Almenara Alta (1898-1940)     | Francisco de Borja de Martorell, vii duque de Almenara Alta (1898-1940)     | Francisco de Borja de Martorell, vii duque de Almenara Alta (1898-1940)     | Francisco de Borja de Martorell, vii duque de Almenara Alta (1898-1940)     |  |  | Ángela María Téllez-Girón, xvi duquesa de Osuna (1925-2015)                                       | Ángela María Téllez-Girón, xvi duquesa de Osuna (1925-2015)                                       | Ángela María Téllez-Girón, xvi duquesa de Osuna (1925-2015)                                       | Ángela María Téllez-Girón, xvi duquesa de Osuna (1925-2015)                                       | Ángela María Téllez-Girón, xvi duquesa de Osuna (1925-2015)                                       | Ángela María Téllez-Girón, xvi duquesa de Osuna (1925-2015)                                       |  |  |                                                                           |                                                                       |                                                                       |                                                                       |                                                                       |                                                                       |  |  |                                                                   |                                                                   |                                                                   |                                                                   |                                                                   |                                                                   |  |  |  |  |  |  |  |  |  |  |  |  |  |  |  |  |
| María de la Soledad de Martorell, viii duquesa de Almenara Alta (1924-2022) | María de la Soledad de Martorell, viii duquesa de Almenara Alta (1924-2022) | María de la Soledad de Martorell, viii duquesa de Almenara Alta (1924-2022) | María de la Soledad de Martorell, viii duquesa de Almenara Alta (1924-2022) | María de la Soledad de Martorell, viii duquesa de Almenara Alta (1924-2022) | María de la Soledad de Martorell, viii duquesa de Almenara Alta (1924-2022) |  |  | Ángela María de Solís-Beaumont, xvii duquesa de Osuna (n. 1950) Con sucesión en la casa de Osuna. | Ángela María de Solís-Beaumont, xvii duquesa de Osuna (n. 1950) Con sucesión en la casa de Osuna. | Ángela María de Solís-Beaumont, xvii duquesa de Osuna (n. 1950) Con sucesión en la casa de Osuna. | Ángela María de Solís-Beaumont, xvii duquesa de Osuna (n. 1950) Con sucesión en la casa de Osuna. | Ángela María de Solís-Beaumont, xvii duquesa de Osuna (n. 1950) Con sucesión en la casa de Osuna. | Ángela María de Solís-Beaumont, xvii duquesa de Osuna (n. 1950) Con sucesión en la casa de Osuna. |  |  |                                                                           |                                                                       |                                                                       |                                                                       |                                                                       |                                                                       |  |  |                                                                   |                                                                   |                                                                   |                                                                   |                                                                   |                                                                   |  |  |  |  |  |  |  |  |  |  |  |  |  |  |  |  |
| María de la Soledad de Martorell, viii duquesa de Almenara Alta (1924-2022) | María de la Soledad de Martorell, viii duquesa de Almenara Alta (1924-2022) | María de la Soledad de Martorell, viii duquesa de Almenara Alta (1924-2022) | María de la Soledad de Martorell, viii duquesa de Almenara Alta (1924-2022) | María de la Soledad de Martorell, viii duquesa de Almenara Alta (1924-2022) | María de la Soledad de Martorell, viii duquesa de Almenara Alta (1924-2022) |  |  | Ángela María de Solís-Beaumont, xvii duquesa de Osuna (n. 1950) Con sucesión en la casa de Osuna. | Ángela María de Solís-Beaumont, xvii duquesa de Osuna (n. 1950) Con sucesión en la casa de Osuna. | Ángela María de Solís-Beaumont, xvii duquesa de Osuna (n. 1950) Con sucesión en la casa de Osuna. | Ángela María de Solís-Beaumont, xvii duquesa de Osuna (n. 1950) Con sucesión en la casa de Osuna. | Ángela María de Solís-Beaumont, xvii duquesa de Osuna (n. 1950) Con sucesión en la casa de Osuna. | Ángela María de Solís-Beaumont, xvii duquesa de Osuna (n. 1950) Con sucesión en la casa de Osuna. |  |  |                                                                           |                                                                       |                                                                       |                                                                       |                                                                       |                                                                       |  |  |                                                                   |                                                                   |                                                                   |                                                                   |                                                                   |                                                                   |  |  |  |  |  |  |  |  |  |  |  |  |  |  |  |  |
| Francisco de Borja de Soto, xx duque de Escalona (1956-1997)                |                                                                             |                                                                             |                                                                             |                                                                             |                                                                             |  |  |                                                                                                   |                                                                                                   |                                                                                                   |                                                                                                   |                                                                                                   |                                                                                                   |  |  |                                                                           |                                                                       |                                                                       |                                                                       |                                                                       |                                                                       |  |  |                                                                   |                                                                   |                                                                   |                                                                   |                                                                   |                                                                   |  |  |  |  |  |  |  |  |  |  |  |  |  |  |  |  |
|                                                                             |                                                                             |                                                                             |                                                                             |                                                                             |                                                                             |  |  |                                                                                                   |                                                                                                   |                                                                                                   |                                                                                                   |                                                                                                   |                                                                                                   |  |  |                                                                           |                                                                       |                                                                       |                                                                       |                                                                       |                                                                       |  |  |                                                                   |                                                                   |                                                                   |                                                                   |                                                                   |                                                                   |  |  |  |  |  |  |  |  |  |  |  |  |  |  |  |  |
| Francisco de Borja de Soto, xix duque de Frías (n. 1985)                    |                                                                             |                                                                             |                                                                             |                                                                             |                                                                             |  |  |                                                                                                   |                                                                                                   |                                                                                                   |                                                                                                   |                                                                                                   |                                                                                                   |  |  |                                                                           |                                                                       |                                                                       |                                                                       |                                                                       |                                                                       |  |  |                                                                   |                                                                   |                                                                   |                                                                   |                                                                   |                                                                   |  |  |  |  |  |  |  |  |  |  |  |  |  |  |  |  |